# فلاديمير نيكوليسكو
فلاديمير نيكوليسكو (بالرومانية: Vladimir Niculescu)‏ هو لاعب كرة قدم روماني في مركز حراسة المرمى، ولد في 26 سبتمبر 1987 في بوخارست في رومانيا. لعب مع جامعة كلوج وستيودينتيسك بوخارست.

## وصلات خارجية
- فلاديمير نيكوليسكو على موقع قاعدة بيانات كرة القدم.إي يو (الإنجليزية)
- فلاديمير نيكوليسكو على موقع Soccerway.com (الإنجليزية)